# Kudricy
Kudricy (ros. Кудрицы) – wieś (ros. деревня, trb. dieriewnia) w zachodniej Rosji, w osiedlu wiejskim Pieriewołoczskoje rejonu rudniańskiego w obwodzie smoleńskim.

## Geografia
Miejscowość położona jest w dorzeczu rzeki Barkowskaja, 5 km od granicy z Białorusią, przy drodze regionalnej 66N-1618 (66K-30 – Dubrowka), 3 km od drogi regionalnej 66K-30 (Diemidow – Ponizowje – Zaozierje), 10,5 km od centrum administracyjnego osiedla wiejskiego (Pieriewołoczje), 16,5 km od centrum administracyjnego rejonu (Rudnia), 71 km od Smoleńska.
W granicach miejscowości znajduje się ulica Polewaja (2 posesje).

## Demografia
W 2010 r. miejscowość zamieszkiwało 5 osób.

## Historia
W czasie II wojny światowej od lipca 1941 roku wieś była okupowana przez hitlerowców. Wyzwolenie nastąpiło w październiku 1943 roku.